# 阿拉伯金合欢
阿拉伯金合欢，又名阿拉伯膠樹或埃及金合歡（种加词意思是尼罗河的），为豆科金合欢属的植物。目前已由人工引种栽培，以利用其木材。原生於非洲、中東及印度次大陸，本物種被視為澳大利亚的入侵性物种。

## 分類學
本物種原為广义金合欢属（Acacia）的模式種。這個屬的學名源於古希臘語的，意思就是「荊棘」，由古希臘的植物學家及物理學家迪奥科里斯於其著作《Materia medica》中命名。後來生物學家發現广义金合欢属並非單系群，所以將這個屬拆分，而本物種所在的狭义金合欢属改稱Vachellia。不過，这种踢出模式种的学名改动方式仍然有爭議。
本种有以下亚种：
- 阿拉伯金合欢（原亚种）V. n. subsp. nilotica
- 缩荚金合欢（英语：Vachellia nilotica subsp. adstringens） V. n. subsp. adstringens (Schumach.) Kyal. & Boatwr.
- 柏状金合欢（英语：Vachellia nilotica subsp. cupressiformis） V. n. subsp. cupressiformis (J.L.Stewart) Ali
- 半球金合欢（英语：Vachellia nilotica subsp. hemispherica） V. n. subsp. hemispherica (Ali & Faruqi) Ali
- 印度金合欢（英语：Vachellia nilotica subsp. indica） V. n. subsp. indica (Benth.) Kyal. & Boatwr.
- 翼荚金合欢（英语：Vachellia nilotica subsp. kraussiana） V. n. subsp. kraussiana (Benth.) Kyal. & Boatwr.
- 光荚金合欢（英语：Vachellia nilotica subsp. leiocarpa） V. n. subsp. leiocarpa (Brenan) Kyal. & Boatwr.
- 直边金合欢（英语：Vachellia nilotica subsp. subalata） V. n. subsp. subalata (Vatke) Kyal. & Boatwr.
- 绒毛阿拉伯金合欢（英语：Vachellia nilotica subsp. tomentosa） V. n. subsp. tomentosa (Benth.) Kyal. & Boatwr.

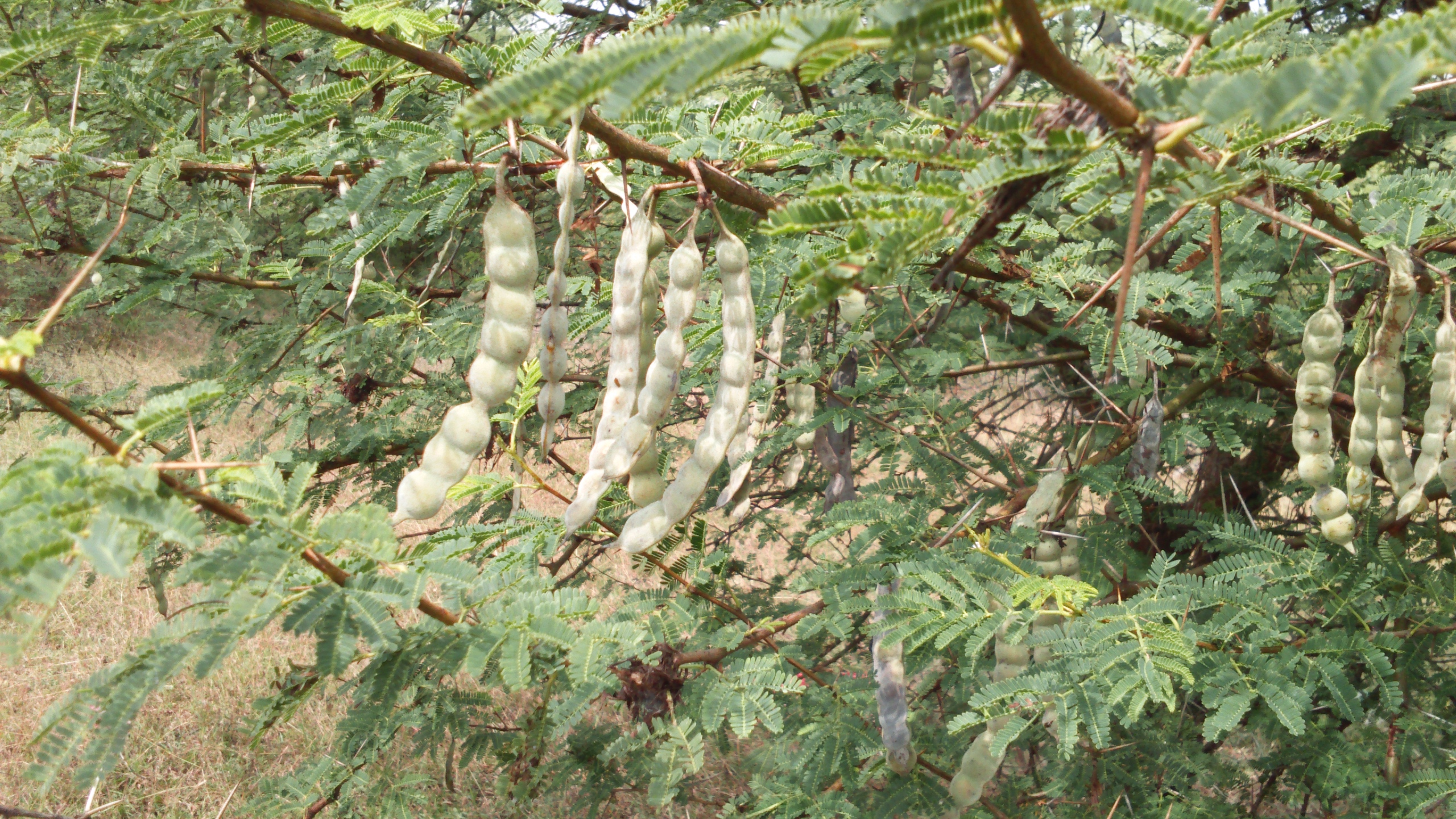
缩荚金合欢 subsp. adstringens
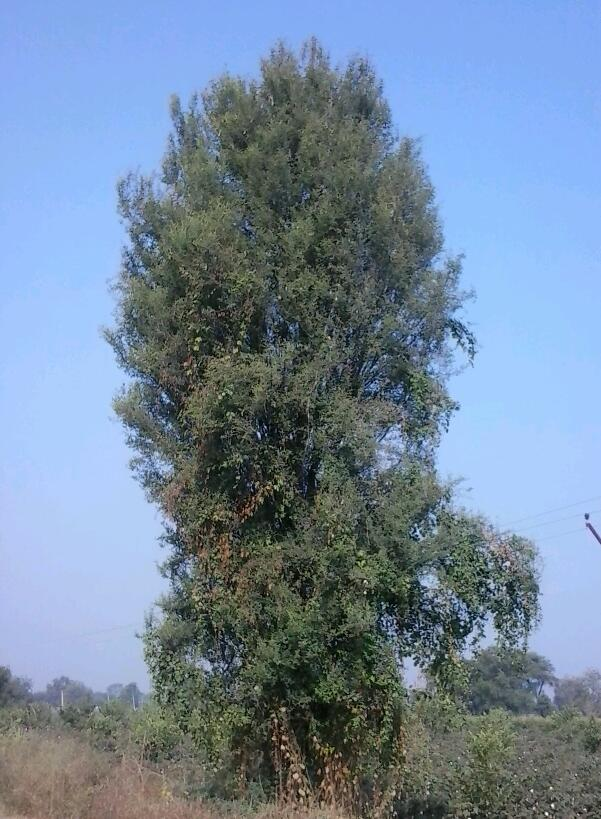
柏状金合欢 subsp. cupressiformis
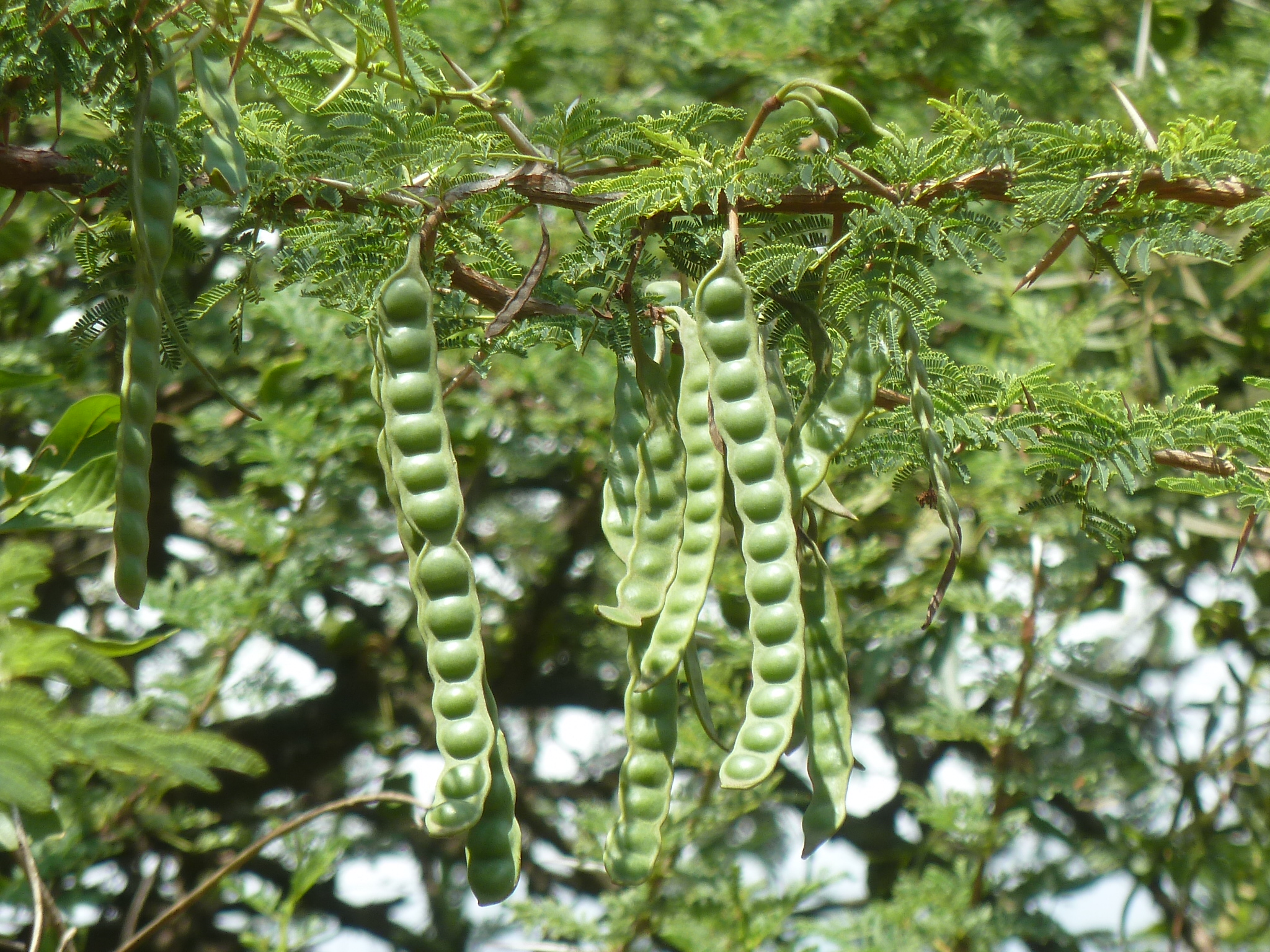
翼荚金合欢 subsp. kraussiana
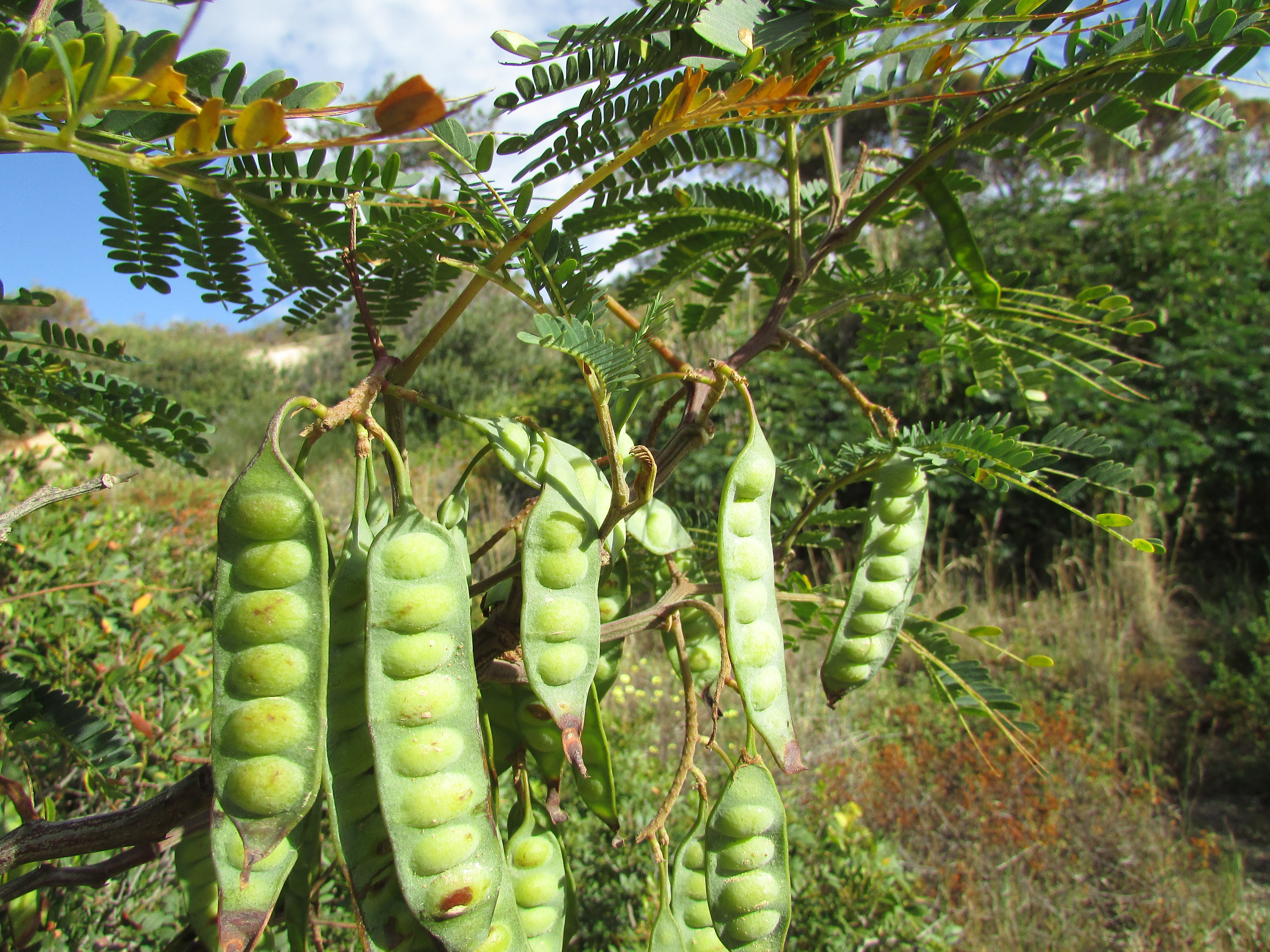
直边金合欢 subsp. subalata
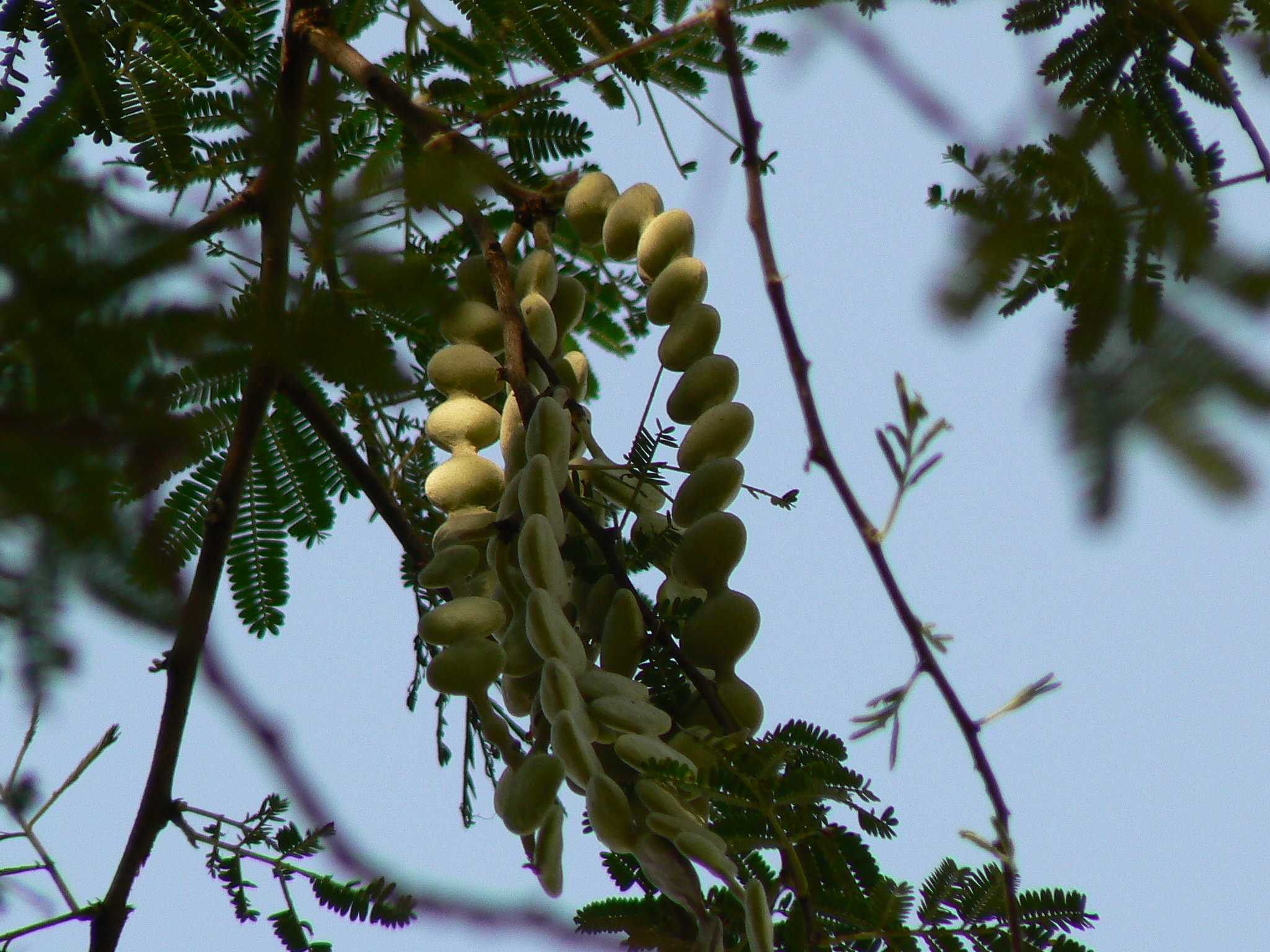
绒毛阿拉伯金合欢 subsp. tomentosa

## 分佈
本物種原生於西起埃及到馬格里布及萨赫勒一帶、南至莫桑比克及南非的夸祖魯-納塔爾省、東至阿拉伯半岛到巴基斯坦、印度及缅甸。在其原生範圍以外的桑給巴爾（東非）及澳大利亚亦已經归化。也見於中国大陆的海南、云南等地。本物種一般透過家畜來傳播。

## 用途

### 木材
本物種的木質樹榦「在乾燥後為非常耐用的木材」，常用於製作小艇或工具的手柄。本物種的木材密度約為1170 kg/m3。

## 撒佈
平均每公斤包括有約5000–16000顆種子。

## 參看
- List of Indian timber trees
- Arid Forest Research Institute (AFRI)
- Babool (brand) of toothpaste
- Teeth cleaning twig(datun)

## 外部連結
- 維基物種上的相關：Vachellia nilotica
- Carter, J.O. . Gutteridge, Ross C.; Shelton, H. Max  (编). . The Tropical Grassland Society of Australia. 1998  [2018-12-21]. ISBN 0-9585677-1-9. （原始内容存档于2017-12-03）.
- . FloraBase the West Australian Flora.   [2018-12-21]. （原始内容存档于2019-07-13）.
- Vachellia nilotica (as Acacia nilotica) (www.frienvis.nic.in)

- West African plants（西非植物攝影指南）中有關Acacia nilotica的資料